# 严重急性呼吸综合征冠状病毒2贝塔变异株
嚴重急性呼吸道症候群病毒2型-Beta變異株（英語：SARS-CoV-2 Beta variant），別名B.1.351谱系（英語：Lineage B.1.351），是嚴重急性呼吸綜合症冠狀病毒2型（SARS-CoV-2）的一種變異株，于2020年10月在南非东开普省的纳尔逊-曼德拉湾都市区首次发现。该国卫生部门于2020年12月18日报告。系统地理分析表明该变体在纳尔逊-曼德拉湾出现的时间已经是2020年7月或8月。世界卫生组织将该变異株命名为Beta變異株不是为了取代科学名称，而是作为公众普遍使用的名称，避免以地名稱呼導致污名化。世界卫生组织將本變異株列為「高關注變異株」（VOC）。